# (1212) Francette
(1212) Francette es un asteroide que forma parte del cinturón exterior de asteroides y fue descubierto por Louis Boyer el 3 de diciembre de 1931 desde el observatorio de Argel-Bouzaréah, Argelia.

## Designación y nombre
Francette recibió inicialmente la designación de 1931 XC.
Más adelante, se nombró en honor de la esposa del descubridor.

## Características orbitales
Francette orbita a una distancia media del Sol de 3,954 ua, pudiendo alejarse hasta 4,713 ua. Su excentricidad es 0,1919 y la inclinación orbital 7,591°. Emplea en completar una órbita alrededor del Sol 2872 días. Pertenece al grupo asteroidal de Hilda.